# 케틸 비에른스타
케틸 비에른스타(Ketil Bjørnstad, 1952년 4월 25일 ~ )는 노르웨이의 재즈 피아니스트이다. 어려서는 클래식을 배웠으나, 뒤에 재즈 연주로 바꾸었다. 주로 ECM 레코드에서 녹음한다.